# مسلم‌آباد (کاشان)
مسلم‌آباد (کاشان)، روستایی از توابع بخش قمصر شهرستان کاشان در استان اصفهان ایران است.

## جمعیت
این روستا در دهستان قهرود قرار دارد و براساس سرشماری مرکز آمار ایران در سال ۱۳۸۵، جمعیت آن ۶۲ نفر (۲۲خانوار) بوده‌است.